# برین
برن خوشابر روستایی ییلاقی از توابع شهرستان رضوانشهر در استان گیلان ایران است.

## جمعیت
این روستا در دهستان ییلاقی ارده قرار دارد و براساس سرشماری مرکز آمار ایران در سال ۱۳۸۵، جمعیت آن 45 خانوار بوده‌است.